# Leland Bennett Yeager
Leland Bennett Yeager ( /ˈjeɪgər/; 4 de octubre de 1924 - 23 de abril de 2018) fue un economista estadounidense que se ocupó de la política monetaria y comercio internacional.

## Biografía
Yeager se licenció en 1948 en el Oberlin College y obtuvo un máster en la Universidad de Columbia en 1949 y un doctorado en 1952. Anteriormente había servido en el ejército de Estados Unidos en la Segunda Guerra Mundial, traduciendo códigos japoneses. Ocupó temporalmente el cargo de Vicepresidente del Instituto Interlingua de 1997 a 1998, tras la muerte de Deanna Hammond. Era colaborador habitual de la revista Liberty y colaborador ocasional del "Diario Mises".
Fue profesor emérito de la Universidad de Auburn y de la Universidad de Virginia. Sus escritos monetarios se han opuesto fuertemente a la ortodoxia keynesiana y han enfatizado el papel crucial del dinero en los ciclos económicos. Su ensayo de 1956, Una interpretación de la depresión basada en el saldo de caja sostenía que la depresión estaba causada por un "exceso de demanda de dinero, en el sentido de que la gente quiere tener más dinero del que existe". En esto, era miembro de la escuela monetarista ejemplificada por Milton Friedman.
Sus escritos posteriores se inclinaron hacia un enfoque laissez-faire de la reforma monetaria. En su artículo de 1989: Teoría del desequilibrio monetario, abogaba por que el gobierno "sea desterrado de cualquier papel en el sistema monetario que no sea el de definir una unidad de cuenta". Yeager defendió la monarquía constitucional.
El mes antes de su muerte Yeager escribió sobre la "destructiva e ignorante" política comercial del presidente de Estados Unidos Donald Trump.  Yeager falleció en abril de 2018 a la edad de 93 años. 

## Obras más importantes
- Foreign Trade and U.S. Policy: The Case for Free International Trade (1976) ISBN 0-275-56270-0
- International Monetary Relations: Theory, History and Policy (1976) ISBN 0-06-047323-1
- Proposals for government credit allocation: Evaluative studies in economic policy (1977) ISBN 0-8447-3281-8
- Experiences With Stopping Inflation (1981) ISBN 0-8447-3439-X
- The Fluttering Veil: Essays on Monetary Disequilibrium (1997) ISBN 0-86597-146-3
- Ethics As Social Science: The Moral Philosophy of Social Cooperation (2001) ISBN 1-84064-521-0
- Is the Market a Test of Truth and Beauty? Essays in Political Economy (Full Text). (2012) ISBN 1279974303